# Józef Wysocki (General)

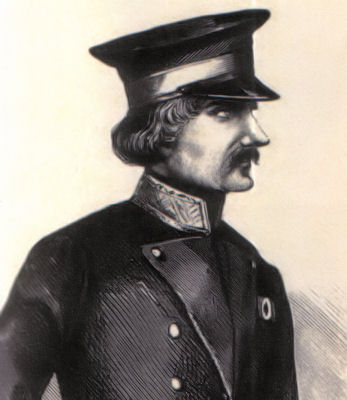
General Wysocki

Józef Wysocki (* 1809 in Tultschyn (Gouvernement Wolhynien); † 3. Januar 1873 in Paris) war ein polnischer General.

## Leben
Nach seinem Studium in Kremenez, trat Józef Wysocki 1828 in die Armee des von Russland beherrschten Kongresspolens ein, wurde Zweiter Leutnant in der Artillerie und kämpfte während des Novemberaufstandes 1830 unter General Skrzynecki. Während dieser Zeit erhielt Wysocki die höchste polnische Kriegsauszeichnung, das Kreuz Virtuti Militari.
Nach Niederwerfung des Aufstandes wanderte er nach Frankreich aus und wandte sich der Militärwissenschaft zu. In Metz beendete Wysocki seine Offiziersausbildung.
Als 1848 in ganz Europa zu Revolutionen ausbrachen, verließ Wysocki Frankreich und stellte in Krakau eine polnische Legion zusammen. Im November rückte er mit seinen Truppen über die Karpaten nach Ungarn und unterstützte die dortigen Rebellen während des ungarischen Freiheitskampfes, zunächst unter General Damjanich. Nach der ersten Schlacht bei Komorn (26. April 1849) wurde Wysocki zum General ernannt. 1853 kehrte er wieder nach Frankreich zurück.
Zehn Jahre später, zum Januaraufstand der Polen gegen die russische Teilungsmacht, stellte Wysocki in Wolhynien noch einmal eine 4000 Mann starke Truppe zusammen. Seiner Unternehmung mangelte es jedoch an Unterstützung der Landbevölkerung.

## Schriften
- Zasady sztuki wojennej (Grundzüge der Kriegswissenschaft)
- Szyk bojowy piechoty, kawalleryi i artylleryi (Die Aufstellung der Infanterie, Reiterei und Artillerie)